# Septobasidium
Septobasidium Pat. (czerwcogrzyb) – rodzaj grzybów z rodziny czerwcogrzybowatych (Septobasidiaceae). W Polsce występują dwa gatunki.

## Systematyka i nazewnictwo
Pozycja w klasyfikacji według Index Fungorum: Septobasidiaceae, Septobasidiales, Incertae sedis, Pucciniomycetes, Pucciniomycotina, Basidiomycota, Fungi.
Nazwę polską nadał Władysław Wojewoda w 1977 r.

## Charakterystyka
Grzyby nie wytwarzające owocników, z plechą płasko rozpostartą.

## Niektóre gatunki
- Septobasidium accumbens (Berk. & Broome) Bres.
- Septobasidium arachnoideum (Berk. & Broome) Bres.
- Septobasidium bogoriense Pat.
- Septobasidium carestianum Bres. – czerwcogrzyb orzęsiony
- Septobasidium curtisii (Berk. & Desm.) Boedijn & B.A. Steinm.
- Septobasidium dictyodes (Berk. & Broome) Pat.
- Septobasidium fuscoviolaceum Bres. 1903  – czerwcogrzyb podlaski
- Septobasidium fissolobatum (Henn.) Lloyd
- Septobasidium lichenicola (Berk. & Broome) Petch
- Septobasidium pedicellatum (Schwein.) Pat.
- Septobasidium pteruloides (Mont.) Pat.
- Septobasidium rameale (Berk.) Bres.
- Septobasidium rhabarbarinum (Mont.) Bres.
- Septobasidium schweinitzii Burt
- Septobasidium septobasidioides (Henn.) Höhn. & Litsch.
- Septobasidium siparium (Berk. & M.A. Curtis) Bres.
- Septobasidium spongium (Berk. & M.A. Curtis) Pat.
- Septobasidium stereoides Höhn. & Litsch.
- Septobasidium subcarbonaceum (Berk. & Broome) Couch
- Septobasidium sublilacinum (Ellis & Everh.) Burt
- Septobasidium suffultum (Berk. & Broome) Pat.
- Septobasidium thwaitesii (Berk. & Broome) Pat.
- Septobasidium ussanguense (Henn.) Lloyd
- Septobasidium velutinum Pat.

Wykaz gatunków (nazwy naukowe) na podstawie Index Fungorum. Obejmuje on gatunki występujące w Polsce i niektóre inne. Nazwy polskie według checklist W. Wojewody.